# Hexatoma klossi
Hexatoma klossi är en tvåvingeart som först beskrevs av Edwards 1919.  Hexatoma klossi ingår i släktet Hexatoma och familjen småharkrankar. Inga underarter finns listade i Catalogue of Life.